# بيفرلي هيلز تشيواوا
بيفرلي هيلز تشيواوا (بالإنجليزية: Beverly Hills Chihuahua)‏ هو فيلم مغامرة تم إنتاجه في الولايات المتحدة وصدر في سنة 2008.

## بطولة
- جيمي لي كرتيس
- بايبر بيرابو
- درو باريمور
- جورج لوبيز

## الميزانية والإيرادات
بلغت تكلفة إنتاج الفيلم حوالي 12 مليون دولار بينما حقق أرباحا تقدر بـ 145,824,897 دولار.

## وصلات خارجية
- بيفرلي هيلز تشيواوا على موقع IMDb (الإنجليزية)
- بيفرلي هيلز تشيواوا على موقع ميتاكريتيك (الإنجليزية)
- بيفرلي هيلز تشيواوا على موقع روتن توميتوز (الإنجليزية)
- بيفرلي هيلز تشيواوا على موقع نتفليكس (الإنجليزية)
- بيفرلي هيلز تشيواوا على موقع قاعدة بيانات الأفلام العربية
- بيفرلي هيلز تشيواوا على موقع ألو سيني (الفرنسية)
- بيفرلي هيلز تشيواوا على موقع Turner Classic Movies (الإنجليزية)
- بيفرلي هيلز تشيواوا على موقع أول موفي (الإنجليزية)
- بيفرلي هيلز تشيواوا على موقع بوكس أوفيس موجو (الإنجليزية)
- بيفرلي هيلز تشيواوا على موقع فيلمافينيتي (الإسبانية)